# Conne Island
Conne Island est une salle de concert et un centre culturel agrémenté d'un skatepark en extérieur et arboré. Il est situé à Leipzig-Connewitz au sud de Leipzig en Saxe, Allemagne.

## Toponymie
Conne Island est un jeu de mots anglo-allemand faisant référence à la péninsule new-yorkaise Coney Island tout en soulignant l'enracinement local (Conne est le diminutif familier de Connewitz; Conne Island peut donc signifier « l'îlot du quartier »). Le site ne porte sa dénomination actuelle que depuis 1994. Auparavant, le local était connu sous le nom d’Eiskeller, soit la « Glacière ».

## Situation

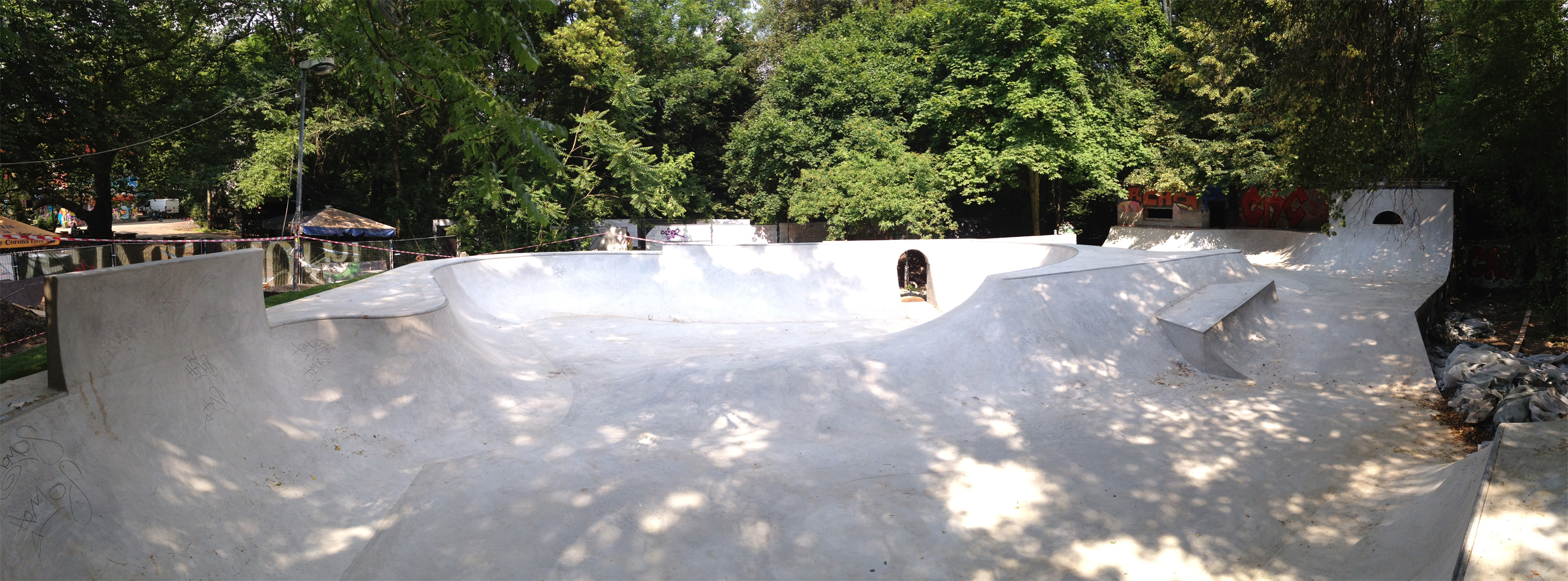
Le beton bowl du skatepark au milieu des arbres.

On accède au local par la Koburger Straße qui relie Leipzig à Markkleeberg. La ligne 9 du tramway fait halte à l'arrêt Koburger Straße juste devant l'entrée. Une grande fresque murale sur le pignon sur rue de la longère affiche le logotype en graff et marque l'identité visuelle du lieu.
L'entrée principale est en réalité dans une arrière-cour à laquelle on accède par une route privée qui longe la rivière Mühlpleiße. Le local et le skatepark se trouve entre la Mühlpleiße au nord et en contrebas de la bundesstraße 2 au sud et d'une bretelle menant à cette dernière à l'est.
Le petit skatepark fait partie intégrante d'un petit bois. Il était auparavant composé de quelques quarter-pipes en bois et d'un muret avant l'installation d'un beton bowl en 2013. Le reste du bosquet est équipé de tables pour en faire occasionnellement un biergarten.
À quelques centaines de mètres au sud s'étend la forêt alluviale de Leipzig où s'écoule la Pleiße et où se trouve le parc animalier (Wildpark). Conne Island marque le seuil de la zone densément urbanisée de Connewitz qui s'étend immédiatement au nord au-delà de la Mühlpleiße.

## Histoire
L’Eiskeller a été construite dans la seconde moitié du XIXe siècle pour servir de guinguette dans ce qui était alors le petit village de Connewitz indépendant du bourg de Leipzig. Le propriétaire depuis 1888/1889, Friedrich Albert Rosenkranz, était devenu insolvable et il a vendu la guinguette en 1934 pour se désendetter à un certain M. Bansmann. Au début des années 1990 au cours de la Jewish Claims Conference qui avait pour but de restituer des biens ou d'accorder des réparations financières aux familles de Juifs spoliés pendant la période nazie, l'hypothèse a été émise que l'insolvabilité de Rosenkranz avait été fabriquée de toutes pièces par antisémitisme pour l'exproprier. L'hypothèse n'a finalement pas été prouvée ni confirmée.
En 1936, le local des Jeunesses hitlériennes dans la Prinz-Eugen-Straße 4 était devenu trop petit et le club s'est installé dans l’Eiskeller. Des travaux d'agrandissement des bâtiments de 2 700 m2 ont été accomplis entre 1938 et 1941 selon les plans de l'architecte G. Staufert. Prévus dès 1936, les travaux ont été considérablement retardés et ralentis du fait de complications administratives et financières et de la concurrence féroce à laquelle se livraient plusieurs sociétés national-socialistes. Alors que l’Eiskeller devait pouvoir accueillir plusieurs milliers de Jeunes Hitlériens, une partie d'entre eux a dû rester dans leur ancien local. En janvier 1945, le centre n'héberge plus qu'une centaine de membres à cause du manque de chauffage et d'entretien. Le 18 avril 1945, les troupes américaines ferment définitivement le centre des Jeunesses Hitlériennes.
Entre l'après-guerre et l'avènement de la RDA, le local est reconverti en un centre de la Jeunesse libre allemande nommé Erich-Zeigner-Jugendclub. C'est progressivement que le local s'est développé en véritable boîte de nuit. Un biergarten extérieur, des bals discos et un bar se sont implantés. Le local était très populaire parmi les supporters du 1. FC Lokomotive Leipzig. En 1987, des groupes de musique punks et indépendants « officiels » — c'est-à-dire acceptés par les autorités est-allemandes — sont venus jouer sur place.

### Depuis la Réunification

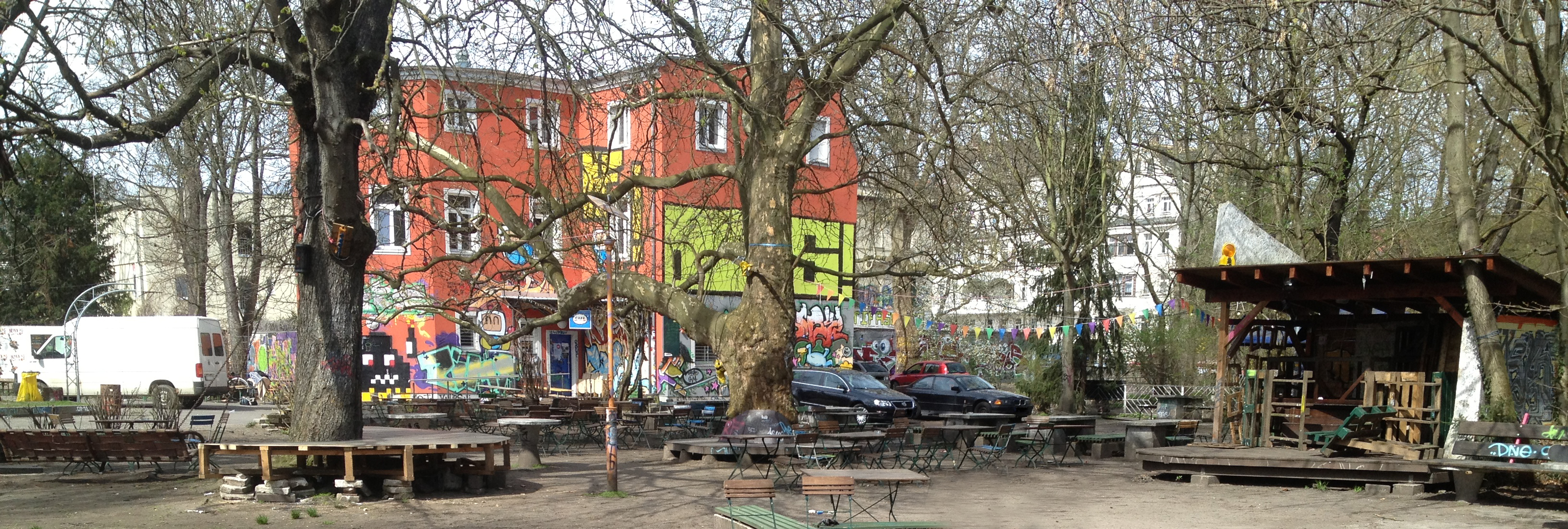
Le biergarten et le local derrière.

Dans les années 1990, les concerts punks, hip-hops, électro et metal se multiplient dans la salle de concert. Le reste des locaux sont utilisés entre autres comme salle de répétition ou d'enregistrement. Le groupe Mayhem y a enregistré son album Live in Leipzig en 1990. C'est aussi là que se produit en 1992 la première édition du Wave-Gotik-Treffen, où se sont réunis environ 1 500 gothiques. En 1994, le local acquiert son nom actuel et devient géré par l'association déclarée Projekt Verein e.V.
C'est l'époque où de nombreux lieux alternatifs, libertaires ou autonomes voient le jour à Leipzig, particulièrement à Leipzig-Connewitz et Leipzig-Plagwitz où des VoKü sont servies régulièrement. Conne Island se démarque par son ancienneté, sa célébrité en dehors des milieux libertaires et son positionnement politique : le club se dit être fait par et pour des jeunes de gauche de culture populaire et underground (Das Conne Island ist ein Zentrum von und für Linke, Jugend-, Pop- und Subkulturen) tandis que d'autres soulignent son positionnement anti-allemand (Antideutsche) qui peut le mener à refuser l'entrée aux personnes vêtues d'un keffieh, alors que d'autres mouvements de gauche lipsiens s'inscrivent plus dans la tradition pro-palestinienne et/ou antisioniste. Le club est souvent accusé par une partie de la presse d'être le haut lieu de la scène de gauche radicale (linksextremistisch) à Leipzig. 
En 2013, les Quarter-pipes en bois ont été remplacés par un beton bowl dans le skatepark.
En octobre 2016, le Conne Island s'était engagé à baisser drastiquement le prix d'entrée de ses soirées aux réfugiés dans le cadre du mouvement militant Refugees Welcome (« accueil de réfugiés »). Un réfugié ne devait payer que 0,50 € quand tous les autres doivent s'acquitter de 5 à 12 € l'entrée. Après plusieurs plaintes de femmes se plaignant d'attouchements et d'agressions sexuelles de la part de réfugiés, le Conne Island a décidé en réunion plénière de revenir sur cette discrimination positive des prix d'entrée. Le club en a fait part dans un billet officiel intitulé « un pas en avant, deux pas en arrière » (Ein Schritt vor, zwei zurück). Cette décision a eu un retentissement important dans la presse régionale et nationale allemande.

« Nous ne nous distançons pas de la politique d'accueil de réfugiés, mais l'intégration est un long processus qui ne peut fonctionner que quand on peut parler des problèmes. »

— Tanja Rußack